# Sabine Tschierschky
Sabine Tschierschky (* 23. Januar 1943 in Breslau) ist eine deutsche Malerin, Grafikerin und Professorin für freie Grafik und Illustration im Diplomstudiengang Kommunikationsdesign an der Universität Duisburg-Essen.

## Leben und Werk
Sabine Tschierschky studierte von 1959 bis 1965 an der Meisterschule für Mode in Hamburg und an der Folkwangschule
für Gestaltung in Essen, die später in die Universität/Gesamthochschule Essen integriert wurde.
Seit 1975 hat sie eine Universitätsprofessur für Freie Grafik, Akt und Illustration in Essen inne. 1993 lehrte sie außerdem in einer Gastprofessur an der Internationalen
Akademie für Kunst und Gestaltung in Hamburg. Seit 1967
ist sie mit Ausstellungen und Beteiligungen an Projekten im In- und Ausland bekannt. Sie ist Mitglied in der Bergischen Kunstgenossenschaft. Sabine Tschierschky lebt in Düsseldorf.